# Alsólászló

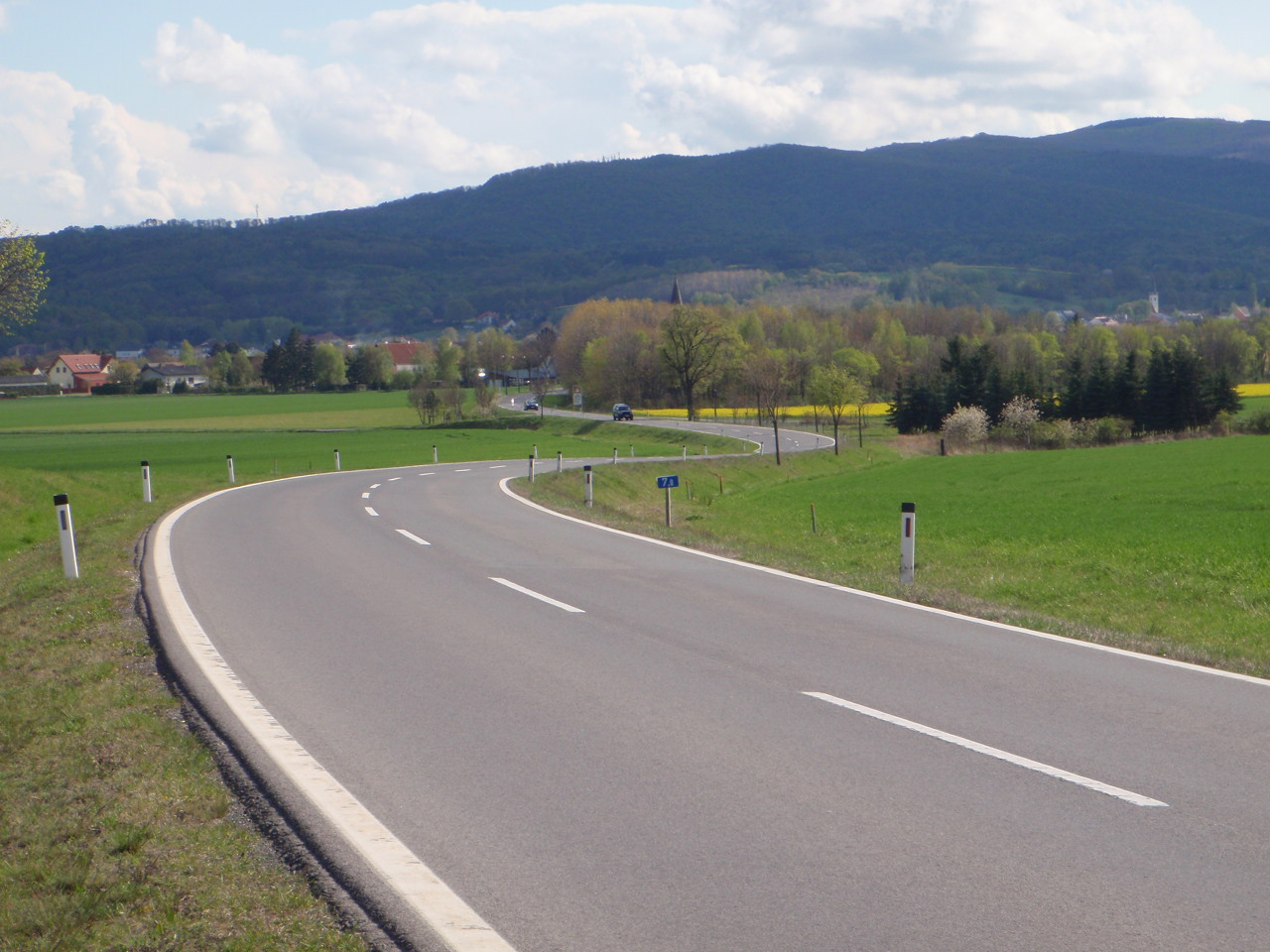
Alsólászló a B61-es főúttal és a Kőszegi-hegységgel

Alsólászló (németül: Unterloisdorf, horvátul: Donji Loštrof, gradistyeiül: Dolnji Loštrof) Répcekethely község településrésze Ausztriában, Burgenland tartományban, a Felsőpulyai járásban.

## Fekvése
Felsőpulyától 9 km-re délkeletre, Kőszegtől 10 km-re északkeletre a Répce bal partján fekszik. Alsólászló összeépült Répcekethellyel, csak a Répce folyó választja őket el. A "Sauweide" illetve a mögötte fekvő "Hochplateau" nevű helyről szép kilátás nyílik a Répce völgyére és a Felsőpulyai-medencére, illetve a távolabbi Lánzséri hegyekre, a Wechsel-hegységre és a Schneebergre. A locsmándi fürdő közelsége kedvelt szálláshellyé teszi a fürdővendégek számára is.

## Története
A római korban itt vezetett át az itáliai Aquileából Sabarián, Scarabantián és Carnuntumon átvezető híres borostyánút. A mai település első írásos említése 1225-ben történt.
1546-ban Kőszeg várának ura Jurisich Miklós a Kethely és Alsólászló közötti „Tabor” nevű helyen a török ellen kisebb erődítményt emeltetett, mely 1706-ban egy kuruc-labanc összecsapás során pusztult el. 1580 körül lakói a birtokos Nádasdy család áttérése hatására evangélikusok lettek. A Nádasdyak 1671-ig voltak a birtokosai, amikor a település az Esterházy család birtoka lett.
Vályi András szerint " LÁSZLÓ. Alsó, és Felső. László. Két német falu Sopron Várm. földes Ura mind a’ kettőnek H. Eszterházi Uraság, lakosai katolikusok, és evangelikusok, fekszenek Sopronhoz 3 4/8 mértföldnyire, Kőszöghöz 7/8, és 5/8 mértföldnyire, határbéli földgyeik közép termékenységűek, borok kevés, réttyeik, legelőjök meg lehetős, Felső Lászlóban sok fazékas van."
Fényes Elek szerint " Alsó-László, németül Unterluisdorf, német falu Sopron vmegyében, Kőszeghez északra 2/4 mfld., 500 kath. lak. Agyagos határa részint középszerü, részint sovány, s 1197 7/8 holdnyi, mellyből 663 1/8 h. szántóföld, 134 6/8 h. rét, 400 hold erdő. Urbéri föld 200 h., rét 97 1/2 h., gyümölcsös 6 1/2 h., és 1 major a határban, és 1 uradalmi malom a Répcze vizén. Birja h. Eszterházy."
A trianoni békeszerződésig Sopron vármegye Felsőpulyai járásához tartozott, ma ugyanezen járás része Burgenlandban. 1910-ben 442 fő volt, túlnyomórészt német lakosa volt. A nagy-önkormányzatok megalakításával Rőtfalva, Rendek, Borsmonostor, Alsólászló, és Répcekethely utóbbi néven egy községben egyesült.

## Nevezetességei
- A Tábor nevű hely onnan kapta a nevét, hogy IV. László király 1277. november 27-én itt táborozott. 1546-ban Jurisich Miklós a török ellen erősséget emeltetett ide. A 17. században még a Tábor nevű kastély állt itt mely 1706-ban a kuruc harcoknak esett áldozatul. Később a Táborkocsma állt itt. Itt állt egykor Alsólászló régi temetője, melyből mára csak az 1822-ben épített Szent Anna-kápolna maradt. A kápolnát 1873-ban és 1946-ban megújították. Az egykori erősségből mára csak a mintegy 50 m átmérőjű tojásalakú sáncgyűrű maradványai látszanak.
- Római katolikus templomát védőfal övezi.

## Külső hivatkozás
- Répcekethely község hivatalos oldala (németül)
- Az önkéntes tűzoltóegylet honlapja
- Alsólászló-Tábor a magyar várak honlapján
- Alsólászló vasútállomása[halott link]